# Обертання Сонця

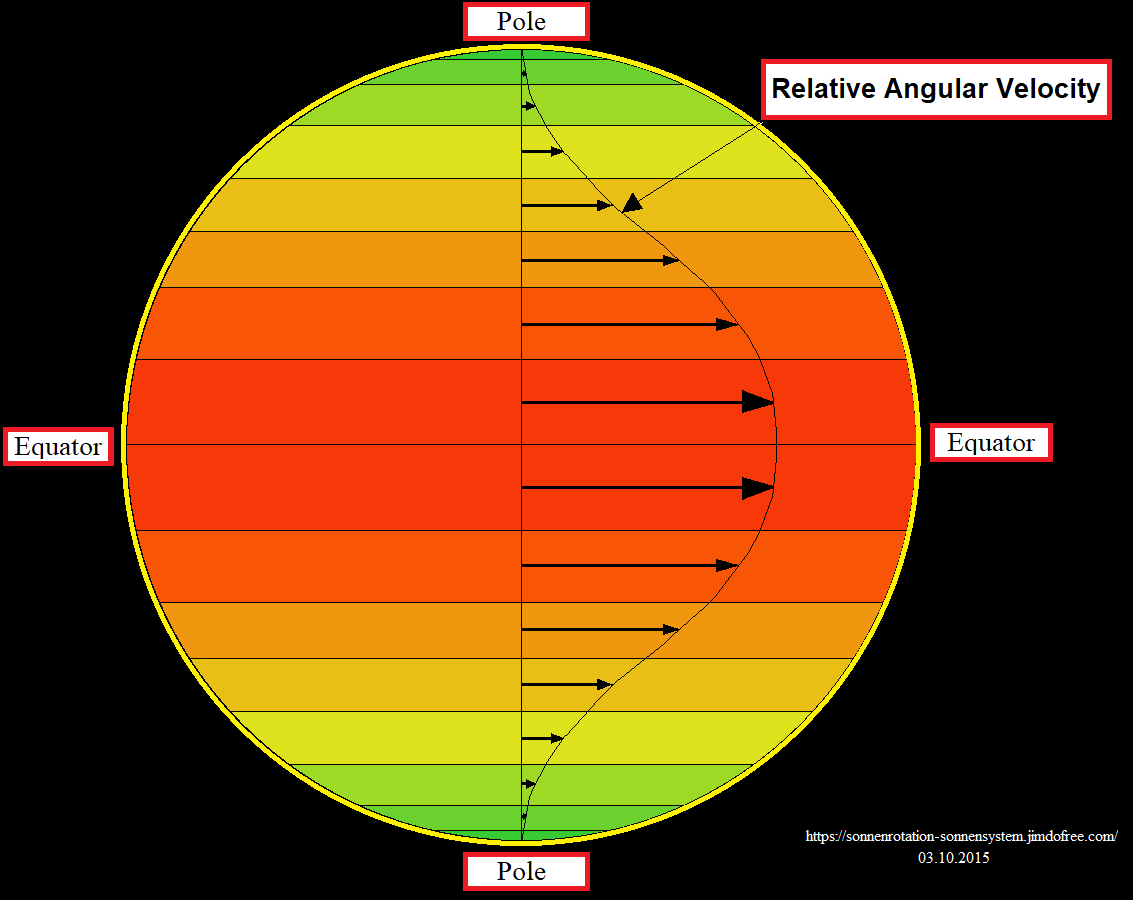
Ілюстрація обертання Сонця. Якщо спочатку якісь об'єкти на Сонці (наприклад, сонячні плями) були розташовані на меридіані по центру рисунка, то після одного повного оберту приполярних областей екваторіальні області зроблять більше, ніж 1 оберт, змістившись відносно свого початкового положення, як показано стрілками.

Обертання Сонця змінюється залежно від широти. Це можливо завдяки тому, що Сонце не є твердим тілом, а складається з газоподібної плазми. Кутова швидкість обертання поверхні Сонця найбільша на екваторі (широта φ = 0°) і зменшується зі збільшенням широти. Період обертання Сонця навколо своєї осі становить 25,67 днів на екваторі та 33,40 днів на широті 75 градусів.
Координати Каррінгтона — це система сонячних координат, яка обертається разом із Сонцем. Зараз, станом на UTC 30 червень 2025 12:18:24, ця система координат виконує оберт CR2299

## Закон обертання Сонця

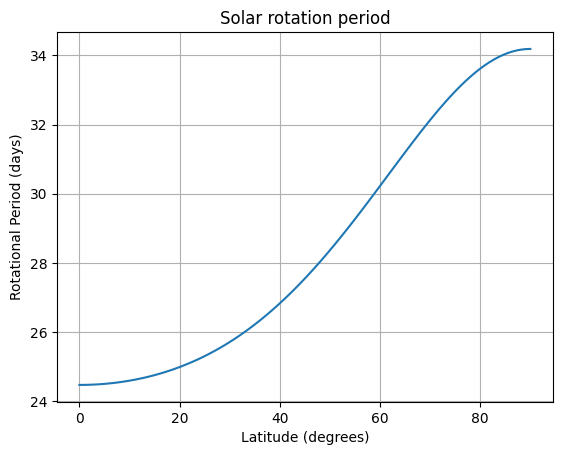
Період обертання Сонця як функція широти, розрахований за формулою.

Диференціальну швидкість обертання фотосфери можна наблизити формулою:
{\displaystyle \omega =A+B\,\sin ^{2}(\varphi )+C\,\sin ^{4}(\varphi )}
де {\displaystyle \omega } — кутова швидкість у градусах за добу, {\displaystyle \varphi } — сонячна широта, A — кутова швидкість на екваторі, а B і C — константи, що керують зменшенням швидкості зі збільшенням широти. Значення A, B та C відрізняються залежно від методів, використаних для вимірювання, а також від досліджуваного періоду часу. Сучасний набір прийнятих середніх значень такий:
{\displaystyle A=14.713\pm 0.0491\ ^{\circ }/{\text{day}}}
{\displaystyle B=-2.396\pm 0.188\ ^{\circ }/{\text{day}}}
{\displaystyle C=-1.787\pm 0.253\ ^{\circ }/{\text{day}}}

## Сидеричне обертання
На екваторі період обертання Сонця навколо своєї осі становить 24,47 дня. Його називають сидеричним періодом обертання, і його не слід плутати з синодичним періодом обертання, який триває 26,24 дні, — часом, за який нерухомий об'єкт на Сонці повертається до того ж видимого положення при спостереженні з Землі (орбітальний рух Землі відбувається в тому ж напрямку, що й обертання Сонця). Синодичний період довший, оскільки Сонце має обернутись протягом зоряного періоду на додатковий кут, щоб наздогнати орбітальний рух Землі навколо Сонця. В астрофізичній літературі зазвичай не використовують екваторіальний період обертання, а натомість часто використовують визначення обертання Каррінгтона: синодичний період обертання 27,2753 дня або зоряний період 25,38 дня. Цей обраний період приблизно відповідає обертанню на широті 26° північної або південної широти, що узгоджується з типовою широтою сонячних плям та відповідною періодичною сонячною активністю. Якщо дивитись на Сонце з «півночі» (над північним полюсом Землі), обертання Сонця відбувається проти годинникової стрілки (на схід). Під час спостереження Сонця з середніх широт північної півкулі Землі здається, що сонячні плями рухаються по поверхні Сонця зліва направо.
У стонігерстських геліографічних координатах ліва сторона сонячної поверхні називається східною, а права — західною. Тому кажуть, що сонячні плями рухаються по поверхні Сонця зі сходу на захід.

### Число обертання Бартельса
Число обертання Бартельса — це число, яке нумерує видимі оберти Сонця, видимі з Землі. Його використовують для відстеження певних повторюваних або змінних закономірностей сонячної активності. Для цього кожен оберт має тривалість рівно 27 днів, що близько до синодичної швидкості обертання Каррінгтона. Юліус Бартельс довільно призначив перший день обертання на 8 лютого 1832 року. Номер циклу обертання служить своєрідним календарем для позначення періодів повторюваності сонячних та геофізичних параметрів.

### Обертання Каррінгтона
Обертання Каррінгтона — це система порівняння місць на Сонці протягом певного періоду часу, що дозволяє відстежувати групи сонячних плям або повторну появу викидів маси.
Оскільки обертання Сонця змінюється залежно від широти, глибини та часу, будь-яка така система обов'язково є довільною і має сенс лише протягом помірних періодів часу. Для розрахунку обертань Каррінгтона період обертання Сонця взятий за 27,2753 дня (див. нижче). Кожному оберту Сонця за цією схемою присвоюють унікальне число, яке називають числом обертання Каррінгтона, починаючи з 9 листопада 1853 року. (Число обертання Бартельса — це подібна схема нумерації, яка використовує період рівно 27 днів і починається з 8 лютого 1832 року.)
Геліографічна довгота об'єкта на Сонці позначає його кутову відстань від центрального меридіана, який перетинає радіальну лінію Сонце-Земля. Довготу Каррінгтона того ж об'єкта відмірюють від довільної фіксованої точки відліку, яке бере участь в уявному жорсткому обертанні, швидкість якого була вперше визначена Річардом Крістофером Каррінгтоном.
Каррінгтон визначив швидкість обертання Сонця за сонячними плямами на низьких широтах у 1850-х роках і дійшов висновку, що його сидеричний період обертання становить 25,38 дня. Сидеричний період обертання вимірюють відносно зір, але оскільки Земля обертається навколо Сонця, із Землі ми бачимо період обертання Сонця як 27,2753 дня.
Можна побудувати діаграму з довготою сонячних плям по горизонталі та часом по вертикалі. Довгота вимірюється часом перетину центрального меридіана та базується на обертаннях Каррінгтона. У кожному обертанні, нанесеному на графік під попередніми, більшість сонячних плям або інших явищ з'являться знову безпосередньо під тим самим явищем на попередньому оберті. Протягом тривалих періодів часу можливі незначні відхилення ліворуч або праворуч.
«Музична діаграма» Бартельса та спіральна діаграма Кондеграма — інші методи вираження приблизної 27-денної періодичності різних явищ на поверхні Сонця.

## Використання сонячних плям для вимірювання обертання
Константи обертання були виміряні шляхом вимірювання руху різних об'єктів («трасерів») на поверхні Сонця. Першими та найпоширенішими індикаторами є сонячні плями. Хоча сонячні плями спостерігали з давніх часів, лише з початком використання телескопів помітили, що вони обертаються разом із Сонцем, і таким чином можна визначити період обертання Сонця. Англійський вчений Томас Герріот, ймовірно, був першим, хто спостерігав сонячні плями в телескоп, про що свідчить малюнок у його зошиті від 8 грудня 1610 року. Перші опубліковані спостереження (червень 1611 року) під назвою «Розповідь про плями, що спостерігаються на Сонці, та їх видиме обертання разом із Сонцем» (лат. De Maculis in Sole Observatis, et Apparente earum cum Sole Conversione Narratio) зробив Йоганн Фабріціус, який систематично спостерігав плями протягом кількох місяців і також відзначив їхній рух по сонячному диску. Це можна вважати першим спостережним доказом обертання Сонця. Христоф Шайнер («Rosa Ursine sive solis», книга 4, частина 2, 1630) першим виміряв екваторіальну швидкість обертання Сонця та помітив, що обертання на вищих широтах повільніше, тому його можна вважати першовідкривачем диференціального обертання Сонця.
Кожне вимірювання дає дещо інший результат, що призводить до вищезазначених стандартних відхилень у швидкості обертання Сонця (показані як +/−). Сент-Джон (1918) був, імовірно, першим, хто узагальнив опубліковані дані про швидкість обертання Сонця та дійшов висновку, що відмінності в серіях, виміряних у різні роки, навряд чи можна пояснити особистими спостереженнями чи локальними збуреннями на Сонці, і, ймовірно, зумовлені часовими варіаціями швидкості обертання, а Губрехт (1915) був першим, хто виявив, що дві сонячні півкулі обертаються по-різному. Магнітографічні дослідження показали синодичний період, що узгоджується з іншими дослідженнями: 26,24 дні на екваторі та майже 38 днів на полюсах.

Внутрішнє обертання Сонця, що демонструє диференціальне обертання у зовнішній конвективній зоні та майже твердотільне обертання в центральній зоні променистого переносу. Перехід між цими областями називається тахокліном.

## Внутрішнє обертання Сонця
До появи геліосейсмології, науки про коливання Сонця, про внутрішнє обертання Сонця було відомо дуже мало. Вважали, що диференціальне обертання поверхні поширюється в глибину Сонця у вигляді обертових циліндрів з постійним кутовим моментом. Завдяки геліосейсмології тепер відомо, що це не так, а профіль обертання Сонця надійно виміряний. На поверхні Сонце повільно обертається на полюсах і швидко на екваторі. Цей профіль простягається приблизно радіальними лініями через конвективну зону. На тахокліні обертання різко змінюється на твердотільне обертання зони променистого переносу.